# Syzetoninus parallelus
Syzetoninus parallelus là một loài bọ cánh cứng trong họ Aderidae. Loài này được Lea miêu tả khoa học năm 1895.